# National Highway 15
National Highway 15 (NH 15) ist eine Hauptfernstraße im Westen des Staates Indien mit einer Länge von 1.526 Kilometern. Sie beginnt nahe der pakistanischen Grenze in Pathankot im Bundesstaat Punjab und führt nach 350 km durch diesen Bundesstaat weitere 906 km durch den benachbarten Bundesstaat Rajasthan und macht dabei einen Schlenker über die Stadt Jaisalmer. Schließlich endet sie nach 270 km im Bundesstaat Gujarat in Samakhiali am NH 8A.